# Ђуза Радовић
Ђуза Радовић (Липовска Бистрица, код Колашина, 1906 — Београд, 16. октобар 1989) био је југословенски и српски књижевник, аутор, лингвиста, професор на Факултету драмских уметности, друштвено-политички радник, управник Библиотеке Српске академије наука и уметност и академик. Његова лична библиотека налази се у Удружењу за културу, уметност и међународну сарадњу „Адлигат” у Београду.

## Биографија
Завршио је беранску гимназију и дипломирао је на Филозофском факултету (група за југословенску и свјетску књижевност) у Београду 1930. Компаративну књижевност је студирао на Сорбони.
Радио је као гимназијски професор; библиотекар у Народној библиотеци Србије; уредник Радио Београда 2, професор Факултета драмских уметности у Београду; научни савјетник и управник Библиотеке Српске академије наука и уметности.
Уређивао је часописе и новине: Развршје, Књижевне новине, Књижевност и језик, Библиотекар. Писао је пјесме, књижевне критике, есеје и огледе из историје књижевности.
Преводио је са француског и словеначког језика. Био је члан Друштва за науку и умјетност Црне Горе.
Предавао је на Факултету драмских уметности као редовни професор.
Један је од потписника Новосадског договора.
Био је члан културно-просветне заједнице Лознице, председник Управе друштва за проучавање позоришта Србије и Црногорске академије наука и умјетности.
Ђура Радовић је заслужан за афирмацију књижевног опуса Стефана Митровог Љубише. Приредио је зборник радова о његовом делу и касније иницирао издање његових изабраних и сабраних дјела.

## Библиотека у Адлигату
Његова ћерка Весна Бернар је преводилац са француског. Превела је дела Јована Дучића и Милована Данојлића на француски.
Она је Удружењу за културу, уметност и међународну сарадњу „Адлигат” поклонила очеву личну библиотеку.

## Одабрана дјела
- На путу, пјесме, 1934
- Личности и дела , 1955
- Док још има ласта , 1960
- Студије и огледи , 1983